# Привиди на продаж
«Привиди на продаж» (англ. Surreal Estate, стилізовано як SurrealEstate, гра слів: real estate - нерухомість і surreal - нереальний, надприродний) — канадський паранормальний драматичний серіал, знятий Джорджем Олсоном (англ. George Olson) для каналу CTV Sci-Fi(англ.), прем'єра якого відбулася 16 липня 2021 року.

## Сюжет
Пригодницька містична драма з елементами трилеру розповідає про власника агентства нерухомості Люка Романа та його добірної команди фахівців, які торгують будинками з привидами та демонами, за які не береться ніхто інший. Перед продажем прокляті будинки, звісно ж, потрібно «очистити», щоб не відлякати потенційних покупців.

## Акторський склад

### Основні актори
- Тім Розон — Люк Роман, керівник агентства нерухомості[3]
- Сара Леві — Сьюзен Айрленд, нова ріелторка агентства
- Адам Корсон — Філ Орлі, дослідник паранормальних явищ, колишній католицький священник
- Моріс Дін Вінт — Август Ріплі, спеціаліст з техніки та технологій
- Саванна Беслі — Зоуї Л'Енфант, офіс-менеджерка агентства; у другому сезоні - агентка-рієлторка
- Тенніль Рід — Меган Донован, власниця проклятого будинку

### Періодичні актори
- Дженніфер Дейл — Вікторія Роман, зникла мати Люка[2]

### Гостьові актори
- Мелані Скрофано (партнерка Тіма Розона по серіалу «Вайнона Ерп», знялася в одному епізоді та зрежисувала два епізоди[2]

## Виробництво
Серіал виробництва Blue Ice Pictures уперше був анонсований 2020 року, спочатку під робочою назвою «The Surrealtor». Знімався в Ньюфаундленді та Лабрадорі.

## Трансляція
У Сполучених Штатах «Привиди на продаж» транслювався на Syfy.